# The Shape of Punk to Come
The Shape of Punk to Come: A Chimerical Bombination in 12 Bursts —abreviado como The Shape of Punk to Come— es el tercer álbum de estudio de la banda sueca de hardcore punk Refused. Fue publicado el 27 de octubre de 1998.
Aunque Refused se separó solo unos meses después del lanzamiento del álbum, el álbum ganó una fama póstuma, además de inspirar a muchos artistas posteriores en una amplia gama de géneros. A su vez, cuenta con elementos de punk rock, post-rock, electrónica, drum and bass, jazz, ambient, y heavy metal.

## Legado
En 2003, Kerrang! agregó al álbum en el puesto #13, dentro de los "50 álbumes mas influyentes de todos los tiempos". En 2005, The Shape of Punk to Come quedó en el 428 dentro de los "500 álbumes de rock & metal más grandes de todos los tiempos", por la revista Rock Hard. En 2013, LA Weekly lo nombró como el duodécimo "mejor álbum de punk" en la historia. En 2015, Phoenix New Times mencionó que es el "quinto mejor álbum de punk político de la historia".
El álbum ha vendido 179 mil copias en los Estados Unidos, hasta junio de 2015.

## Lista de canciones
Todas las canciones escritas y compuestas por Refused. 
| N.º | Título                                         | Duración |  |
| 1.  | «Worms of the Senses / Faculties of the Skull» | 7:05     |  |
| 2.  | «Liberation Frequency»                         | 4:08     |  |
| 3.  | «The Deadly Rhythm»                            | 3:34     |  |
| 4.  | «Summerholidays vs. Punkroutine»               | 4:01     |  |
| 5.  | «Bruitist Pome #5»                             | 1:25     |  |
| 6.  | «New Noise»                                    | 5:08     |  |
| 7.  | «The Refused Party Program»                    | 2:38     |  |
| 8.  | «Protest Song '68»                             | 4:32     |  |
| 9.  | «Refused Are Fuckin' Dead»                     | 5:08     |  |
| 10. | «The Shape of Punk to Come»                    | 5:06     |  |
| 11. | «Tannhäuser / Derivè»                          | 8:07     |  |
| 12. | «The Apollo Programme Was a Hoax»              | 4:13     |  |

### Edición 2024
La reedición del 25° aniversario del álbum fue lanzado como boxset con cinco vinilos LP. Además de incluir demos e instrumentales, también contiene The Shape Of Punk To Come Obliterated el cual es una reinterpretación o remixes de diversos artistas.
Lados A, B, C, y D incluyen las canciones de The Shape Of Punk To Come.
Lados E y F
1. Summer Holidays (demo instrumental)
2. Refused Are Fucking Dead (demo instrumental)
3. The Shape Of Punk To Come (demo instrumental)
4. Tannhauser Derive (demo instrumental)
5. New Noise (versión alternativa)
6. Worms Of The Senses (ensayo en cinta)
7. The Deadly Rhythm (ensayo en cinta)
8. Blind Date (ensayo en cinta)
9. New Noise (en vivo)

Lados A, B y C (The Shape Of Punk To Come Obliterated)
1. GEL –	Worms Of The Senses / Faculties Of The Skull
2. Quicksand – The Liberation Frequency
3. Brutus – The Deadly Rhythm
4. Snapcase – Summer Holidays Vs. Punkroutine
5. IDLES – New Noise (Remix)
6. HO99O9 – New Noise
7. Fucked Up – Refused Party Program
8. Zulu – Protest Song '68
9. Cold Cave – Refused Are Fucking Dead
10. Igorrr – The Shape Of Punk To Come
11. Cult of Luna –	Tannhauser/Derive
12. Touché Amoré – The Apollo Programme Was A Hoax

## Créditos
Personal de The Shape of Punk to Come según las líneas en el booklet.
| Refused - Dennis Lyxzén – voces - Kristofer Steen – guitarras, bajo, batería - Jon Brännström – guitarras, samples, sintetizadores, programación - David Sandström – batería, percusión, guitarras, melódica Músicos adicionales - Magnus Björklund – bajo, violonchelo - Torbjörn Näsbom – violín - Jakob Munck – contrabajo - Pelle Henricsson – pandero | Producción - Eskil Lövström, Pelle Henricsson, Refused – grabación, producción, mezcla, masterización - Andreas Nilsson – técnico de sonido, grabación, producción, mezcla, masterización Arte y diseño - Dennis Lyxzén – dirección de arte, layout - José Saxlund – layout - David Sandström – collage fotográfico - Ulf Nyberg – fotos de la banda - Axel Stattin – foto trasera |